# Ileite

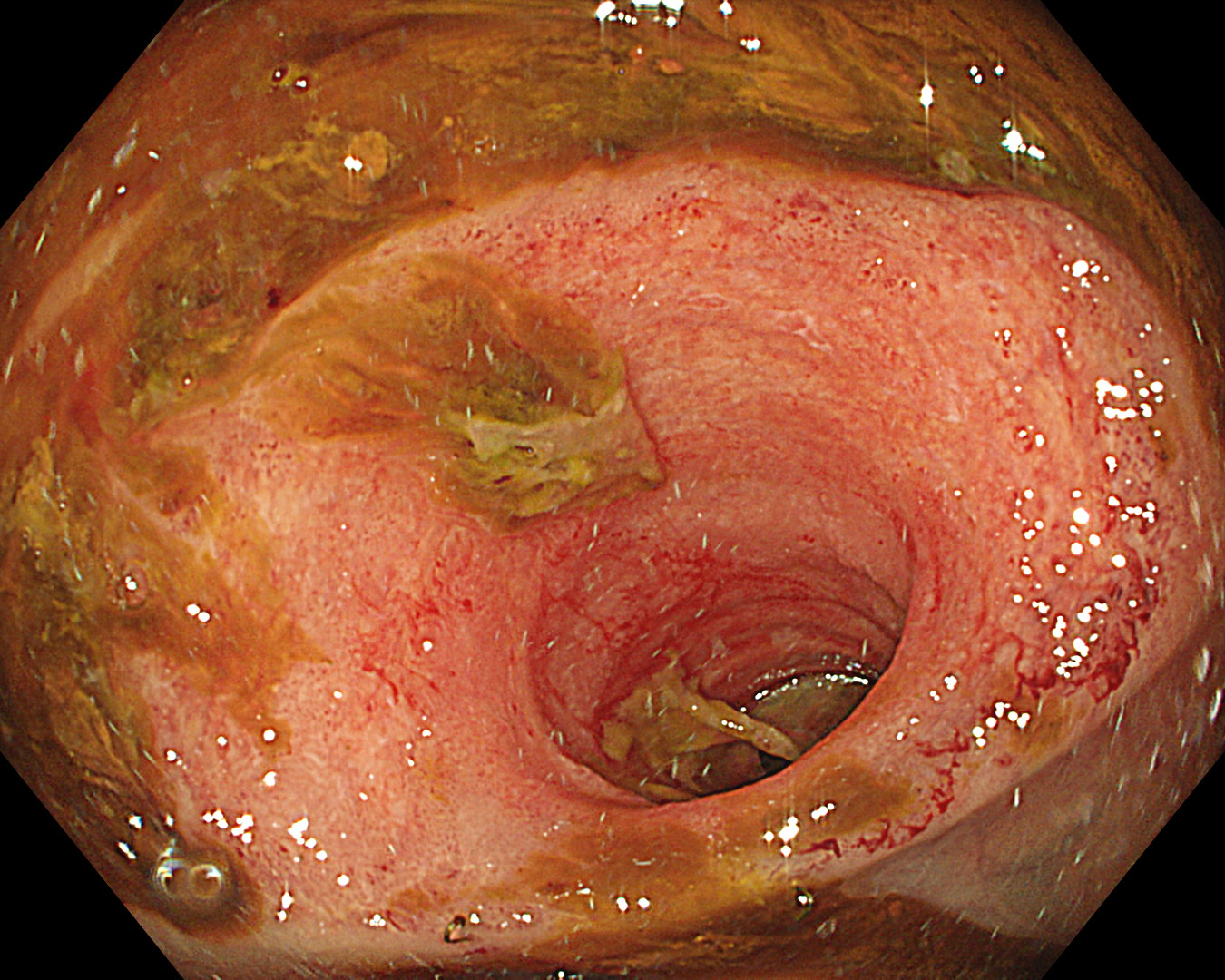
Ileite da capecitabina

L'ileite è un'infiammazione dell'ileo, parte dell'intestino tenue.

## Tipologia
Esistono due forme particolarmente studiate nella letteratura medica:
- Ileite terminale, meglio conosciuta con il nome di malattia di Crohn
- Ileite da reflusso, che consiste nell'alterazione della mucosa, una complicanza abbastanza comune (10-15% dei casi)[1] della colite ulcerosa,[2] che causa un peggioramento della prognosi della malattia.
- Pouchite, infiammazione del reservoir ileale, confezionato in sostituzione del retto in seguito a intervento di proctocolectomia.[3]

## Clinica
Fra i sintomi e i segni clinici si riscontrano vomito, ulcerazioni, anemia, crampi addominali, febbre, diarrea, addome acuto, artrite, ma più raramente non mostra alcun sintomo.

## Patologie associate

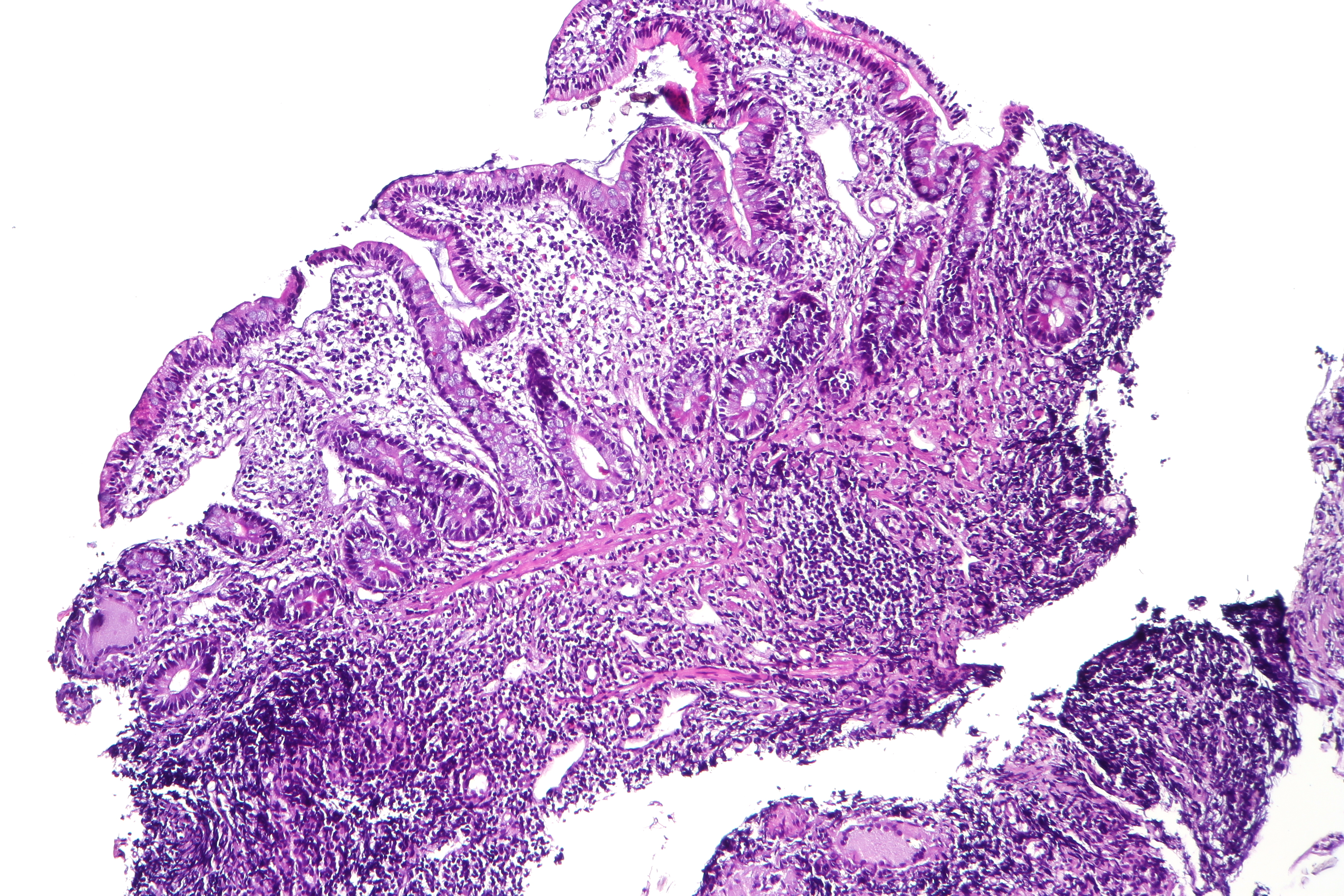
Biopsia di un'ileite di Crohn

All'ileite si associano diverse patologie:
- Porpora di Schönlein-Henoch[7]
- Spondilite anchilosante[8]

## Esami
- Si pratica la radiografia dove si potrebbe evincere la presenza di anomalie alla mucosa.

## Trattamento
Il trattamento è farmacologico, si somministrano antibiotici, nei casi più gravi si opera chirurgicamente.